# 부산광역시현대미술관
부산광역시현대미술관(釜山廣域市現代美術館, Museum of Contemporary Art Busan)은 부산광역시민의 미술문화 체험 및 교육 기회의 확대와 현대미술분야의 진흥에 관한 사무를 분장하는 부산광역시청의 사업소이다. 관장은 지방학예연구관으로 보하되, 일반임기제공무원으로 보할 수 있다.

## 설치 근거 및 소관 사무

### 설치 근거
- 「부산광역시 행정기구 설치 조례」 제35조의2제1항[2]

### 소관 사무
- 현대미술문화 진흥을 위한 기획 및 상설전시에 관한 사항
- 전시 관련 홍보, 체험 및 교육 등에 관한 사항
- 미술작품 및 자료의 수집 보존·전시·조사 및 연구에 관한 사항
- 현대미술 관련 국내외 교류 및 인재양성에 관한 사항
- 그 밖에 부산광역시현대미술관 운영에 관한 사항

## 연혁
- 2017년 3월 22일: 부산광역시현대미술관 설치.[3]
- 2018년 6월: 부산광역시현대미술관 개관.[4]

## 조직

### 관장
- 관리팀[5]
- 학예연구실[6][7]